# Gillian Lynne
Pour les articles homonymes, voir Lynne.
Gillian Barbara Lynne, née Pyrke le 20 février 1926 à Bromley, et morte le 1er juillet 2018, est une danseuse, chorégraphe, actrice et metteur en scène de théâtre pour la télévision britannique.

## Biographie
Gillian Barbara Pyrke est née le 20 février 1926, à Bromley, dans le Kent. Enfant, sa mère l'encourage à faire du ballet. Elle obtient ensuite une bourse d'études à la Royal Academy of Dance. Mais peu de temps après, alors qu'elle n'a que treize ans, sa mère meurt dans un accident de voiture, juste avant la Seconde Guerre mondiale. « Ce qui m'a sauvé, après la mort de maman, c'est d'entrer dans une compagnie de ballet et de pouvoir danser comme elle l'avait voulu. Elle avait de grands espoirs pour moi », confie-t-elle dans son autobiographie.
Elle décide de faire de la danse son métier. En 1944, elle intègre le Sadler’s Wells Ballet, dirigé par Ninette de Valois. En février 1946, elle danse ainsi son premier solo à Covent Garden, dans The Sleeping Beauty, accompagnée de Margot Fonteyn, devant un public comprenant la famille royale. Alors qu'elle monte sur scène, elle a le sentiment que tout disparaît : « Il y avait ma mère au-dessus et tout autour de moi, me voulant danser de toute mon âme... nous étions seuls, entrant dans le monde qu'elle avait toujours voulu pour moi, et je lui ai offert ma danse », raconte-t-elle.
Au début des années 1950, elle s'intéresse à la comédie musicale comme interprète, puis comme chorégraphe. De My Fair Lady en 1978 jusqu’à Chitty Chitty Bang Bang en 2005, elle intervient à des titres divers, notamment comme chorégraphe, sur de nombreux succès. En 1980, le compositeur britannique Andrew Lloyd Webber lui propose de chorégraphier Cats. Le spectacle reste à l’affiche jusqu’en 2002 à Londres.
Elle est également connue pour avoir chorégraphié une autre comédie musicale, The Phantom of the Opera, du même Andrew Lloyd Webber, autre succès de Broadway.

## Autobiographie
- A Dancer in Wartime, Gillian Lynne, Chatto & Windus, 2011[1].